# Магија Винкс: Тајна изгубљеног краљевства
Магија Винкс: Тајна изгубљеног краљевства (итал. Winx Club - Il segreto del regno perduto) је италијански  анимирани дугометражни филм, базиран на телевизијској серији Винкс, који се одвија после догађаја из прве три сезоне. Филм је имао премијеру 30. новембра 2007. године у Италији.
Филм је анимирао студио . У фебруару 2011. године, власничко предузеће канала Nickelodeon, Viacom, постало је сувласник студија Rainbow и најављено је да ће Viacom поново објавити филм Тајна изгубљеног краљевства преко своје подружнице Paramount Pictures. Nickelodeon С.А.Д је премијерно емитовао филм 11. марта 2012. године и Paramount га је објавио 7. августа 2012. на DVD издању. Филм је имао премијеру 20. октобра 2009. године у Дому синдиката у Србији. Дистрибутер српске синхронизације је MegaCom Film, коју је радио студио Призор. MegaCom Film је објавио филм 5. новембра 2012. године на DVD издању.

## Радња
Блум и њене пријатељице, Флора, Стела, Мјуза, Ајша и Техна, у потрази су за Блуминим несталим родитељима, краљем Орителом и краљицом Мерион, за које Блум верује да су још увек живи. Девојке улазе у траг Хагену, ковачу који је исковао снажни Орителов мач, магични мач који се никада не може одвојити од свог правог господара, у нади да ће моћи тражити моћ мача до Блуминих родитеља. Девојке се успешно ушуњају у Хагенов дворац, али када сусретну Хагена, он верује да су уљези. Убрзо долази Фарагонда, Хагенова стара пријатељица, и они се враћају у Алфију да разговарају о томе. Блум моли Хагена за помоћ, али он признаје да није у могућности да јој помогне. Блум се осећа кривом за труд који су њене пријатељице уложиле кад је све време било безнадежно и трчи у сузама да избегне суочавање са њима.
Већина вила треће године у Алфији, укључујући Винкс (без Блум), дипломирају и постају виле чуварке својих матичних планета, након што су стекле своје Енчантикс моћи. Због Блуминих моћи које су непотпуне, приморана је да остане док гледа своје пријатеље како дипломирају. Скај долази да је утеши, охрабрујући је да настави своју потрагу упркос Хагеновим речима. Они деле нежни тренутак док не стигне мистериозна девојка, приморавајући Скаја да оде у журби, иако обећава Блум да ће све објаснити касније.
Сутрадан, Блум одлази на Земљу да остане код својих усвојитеља. Иако делује срећно, Мајк и Ванеса виде да је Блум непријатно живети на Земљи и да припада Магичној димензији. Исте ноћи, Блум сања сан о Дафни, која јој каже да још увек има наде; њихови родитељи су још увек живи. Блум нуди своју снагу кроз маску и такође је обавештава о Књизи судбине—коју је водио њихов отац и који говори о целој историји Домина и његовом месту.
Следећег јутра, Блум је изненађена када види све своје пријатеље у својој кући како би прославила свој осамнаести рођендан. Блум дели њен план и сви се слажу да јој помогну, подсећајући је на њихово вечно пријатељство. Обнова Блумине наде покреће Орителов мач, дубоко у мрачном кругу Обсидијан, центру свих злих сила. Његов сјај мучи духовне форме три Античке вештице, које су изазвале уништење Домина. Они запошљавају чувара Обсидијана, Мандрагору, да искорени узрок реактивације мача и угуше га, додатно натапајући Мандрагору делићем њихових мрачних моћи.
У међувремену, тим креће према Домину. Посуђујући Дафнину маску, Блум се присећа сестриних сећања на то када је Домино био рај пре него што је био прекривен ледом и снегом. Група стиже до планине у којој је скривена књига, али Техна их обавештава о мистичној птици званој Рок која чува библиотеку. Специјалци прво скалирају планином, али случајно проузрокују буђење Рока који одлети са момцима. Девојке их спасавају Мјузиним хармоничним чаролијама и успешно омогућавају слетање Рока.
Унутар библиотеке, Блум и остали срећу Бартелбија, Орителовог преминулог писара у духовном облику, који им показује Књигу судбине. У њему откривају да су Блумини родитељи били део добре ратничке групе познате као Дружина светлости, која је служила за искорењивање зла у облику три Античке вештице и да су Орител као и сви људи из Домина тренутно заробљени у кругу Обсидијан. Међутим, тим проналази преостале странице празне након што је забележио битку Дружине светлости над Античким вештицама, без појма о исходу. Бартелби тада предвиђа пророчанство где ће шест легендарних ратника спасити Домина, и да ће краљ без круне ослободити Мач краља Оритела. Док тим слави ово ново откриће, Ривена уједа једна од Мандрагориних шпијунских бубица и постаје њена марионета.
Убрзо након тога, Алфију напада Мандрагора, која, упркос поразу, сазнаје више о Блум и нестаје, послушно извештавајући о другој принцези Домина. Након Мандрагориног пораза, група обнавља уништену Алфију и затим започиње тражење пута у круг Обсидијана, који их води до Пикси села. Уз помоћ Локет, они се упућују ка капији до круга Обсидијан. Како девојке улазе, појављује се Мандрагора и приморава Ривена да се бори са Скајем и узме кључ, раздвајајући девојке и момке. Таман кад се спрема да набоде Скаја, Мјуза скочи испред њега и повреди се.
Девојке су приморане да се суоче са својим најгорим страховима и Блум види визију онога што се догодило њеним рођеним родитељима: Орителове су Античке вештице повукле у круг Обсидијан, док се Мерион упијала у мач како би била с њим. На Блумин ужас, она види свог оца смрзнутог у камену, исту судбину за све становнике њене планете. Све виле се тада пробуде из транса, да би се суочиле лицем у лице са Античким вештицама, које озбиљно слабе Винкс осим Блум. Присиљавају Блум да направи избор између уништавања мача и спашавања њених усвојитеља или узимања мача и пуштања Мандрагоре да их убије, као што се види на слици. Срећом, Блум види кроз илузију и полаже своје поверење на момке, док се они још увек боре против Мандрагоре, ослобађајући снагу Змајевог пламена.
Напољу, Ривен се присећа свега онога што су он и Мјуза заједно прошли. Вративши се здравом стању, подиже је и они се љубе. У међувремену, јурећи за Мандрагором, Скај долази неколико тренутака касније да помогне Блум која се бори и узима мач, али наводно умире, јер само краљ може мачем управљати.
Блум је спремна да одустане када је Дафни подсети да није сама. Она ставља маску и Дафни јој се придружује како би уништила Античке вештице. Међутим, Мандрагора се враћа и Античке вештице користе њено тело као домаћина и почињу да даве Блум до смрти, али Скај се поново буди и убада Мандрагору Орителовим мачем, омогућавајући Блум да искористи снагу Змајевог пламена на Мандрагори, уништавајући и њу и читав круг Обсидијан, и ослобађајући све. Скај објашњава да је сада краљ Ераклиона и његово крунисање је било оне ноћи када је Блум напустила Алфију. Домину је враћен некадашњи сјај, Орител се ослобађа камена, враћајући Мерион у људски лик; Блумина снага Енчантикса је потпуна и она се коначно поново ујединила са биолошким родитељима.
На забави након тога, Орител и Мерион обећавају Блум да је више никада неће напустити. Мајк и Ванеса су такође тамо и дочекује их Блум у загрљај. Орител започиње традиционални плес оца и ћерке, али пушта Блум да плеше са Скајем, који је запроси. Она с одушевљењем прихвата, и док се љубе, Бартелби се појављује поред Књиге судбине, говорећи публици да је пророчанство испуњено; Блим је сада вила чуварка и постоји нова Друћина светлости—Винкс.
У последњој сцени, открива се да Античке вештице нису уништене. Уместо тога, ослобођене су уништењем круга Обсидијан и проналазе нове домаћине који ће преузети и уништити Винкс. Приказане су са својим директним потомцима, Трикс, које се кикоћу. Ово је клифхенгер која води до другог филма.

## Гласовне улоге
Глумци у енглеским верзијама нису добили заслуге.
| Лик                  | Италијански         | Енглески ()         | Енглески ()          |
| -------------------- | ------------------- | ------------------- | -------------------- |
| Блум                 | Летиција Сијампа    | Синди Робинсон      | Моли Квин            |
| Стела                | Перла Либератори    | н. п.               | Ејми Грос            |
| Флора                | Иларија Латини      | Стефани Шех         | Алехандра Рејносо    |
| Мјуза                | Џема Донати         | н. п.               | Роми Дамез           |
| Техна                | Домитила Д'Амико    | Сабрина Вејц        | Морган Декер         |
| Ајша                 | Лаура Ленђи         | Мила Ли             | Кики Палмер          |
| Принц Скај           | Марко Вивио         | Кристофер Кори Смит | Мет Шајвли           |
| Брендон              | Ђаанфранко Миранда  | н. п.               | Адам Грегори         |
| Хелија               | Леонардо Грацијано  | н. п.               | Дејвид Фостино       |
| Ривен                | Емилио Колторти     | Стив Стејли         | Сем Ригел            |
| Tими                 | Давид Перино        | н. п.               | Чарли Шлатер         |
| Tјун                 | Летиција Сијампа    | н. п.               | Лара Џил Милер       |
| Чата                 | Перла Либератори    | н. п.               | Лара Џил Милер       |
| Зинг                 | Перла Либератори    | н. п.               | Џесика Дичико        |
| Лајви                | Домитила Д'Амико    | н. п.               | Лара Џил Милер       |
| Пиф                  | Домитила Д'Амико    | н. п.               | Џорџи Кидер          |
| Диџит                | Џема Донати         | н. п.               | Џорџи Кидер          |
| Аморе                | Иларија Латини      | н. п.               | Хајден Волч          |
| Локет                | Лаура Ленђи         | н. п.               | Хајден Волч          |
| Беладона             | Моника Миглиори     | н. п.               | Греј Делајл          |
| Лилис                | Паскал Анселмо      | н. п.               | Канди Мило           |
| Тарма                | Џинџија Вилари      | н. п.               | Ларејн Њуман         |
| Мандрагора           | Цинција Де Каролис  | Мелоди М. Спевак    | Керолин Лоренс       |
| Гђица Фарагонда      | Емануела Роси       | Венди Ли            | Кери Волгрен         |
| Инспекторка Гризелда | Франка Лумачи       | Дороти Елијас-Фан   | Сузан Блејксли       |
| Професор Визгиз      | Луиђи Фераро        | н. п.               | Ди Бредли Бејкер     |
| Професор Паладиум    | Алесандро Будрони   | Езра Вајз           | Мичел Витфилд        |
| Краљ Орител          | Франческо Прандо    | Езра Вајз           | Џош Китон            |
| Краљица Мерион       | Клаудија Раци       | Сабрина Вајз        | Греј Делајл          |
| Дафни                | Роберта Пелини      | н. п.               | Елизабет Гилис       |
| Мајк                 | Роберто Сертома     | Кристофер Кори Смит | Џејмс Патрик Стјуарт |
| Ванеса               | Барбара Де Бортоли  | Стефани Шех         | Ејприл Стјуарт       |
| Хаген                | Родолфо Бијанчи     | н. п.               | Виктор Брендт        |
| Лорд Бартлеби        | Габријел Лавис      | Џејмисон Принс      | Мајкл Бел            |
| Наратор              | Габријел Лавис      | Џејмисон Принс      | Мајкл Бел            |
| Ајси                 | Federica De Bortoli | TBD                 | Larisa Oleynik       |

## Наставак
Дана 29. октобра 2010. године, наставак, Винкс 3Д: Чаробна авантура, објављен је у Италији.